# Tamara Duda
Tamara Anatolyivna Duda (ukrajinsky Тамара Анатоліївна Дуда,*5. ledna 1976 Kyjev) je ukrajinská spisovatelka a překladatelka. Je známá také pod pseudonymem Tamara Horikha Zernya (ukrajinsky Тамара Горіха Зерня). Upoutala nejdříve pozornost svou facebookovou stránkou, na které popisovala dobu, kdy působila jako dobrovolnice na Donbasu během raných fází rusko-ukrajinské války. Proslavila se svým románem Dcerka. Píše také poezii, eseje, povídky.

## Život a dílo
Tamara Duda se narodila v Kyjevě v roce 1976. Její otec byl fyzik, matka byla učitelkou matematiky. V roce 1992 absolvovala Ukrajinské humanitní lyceum. Následující rok začala studovat žurnalistiku na Kyjevské národní univerzitě Tarase Ševčenka v Kyjevě, studium ukončila v roce 1998. V letech 2003 až 2005 studovala na Mezinárodní univerzitě v Kyjevě. Po ukončení studia pracovala jako překladatelka, především obchodních textů z angličtiny do ukrajinštiny. V letech 2014-2016 působila jako dobrovolnice na Donbasu. Během své činnosti v první linii začala přispívat na Facebook pod pseudonymem Tamara Horikha Zernya a získala si velké množství fanoušků. Na Donbasu se seznámila se svým budoucím manželem, společně sháněli finanční prostředky, nakupovali a dodávali vybavení a pomoc ukrajinským vojákům na frontu. Oba byli za svou činnost oceněni starostou Kyjeva.
V roce 2019 vyšel její první román Dcerka (Доця). Román se odehrává v roce 2014 během vypuknutí rusko-ukrajinské války, hlavní hrdinkou je podnikatelka, která působí na frontě jako dobrovolnice. Kniha byla přeložena do několika jazyků a byla zakoupena práva na její adaptaci do filmu. Román byl vyhlášena BBC News Ukrainian Knihou roku a v roce 2022 získal Ševčenkovu národní cenu. Do češtiny knihu přeložila Jiřina Dvořáková. V roce 2021 vyšel její druhý román Принцип втручання.

## Česky vydané knihy
- Dcerka, 2024 (Доця, 2019)[9][10]